# Jonathan Lethem

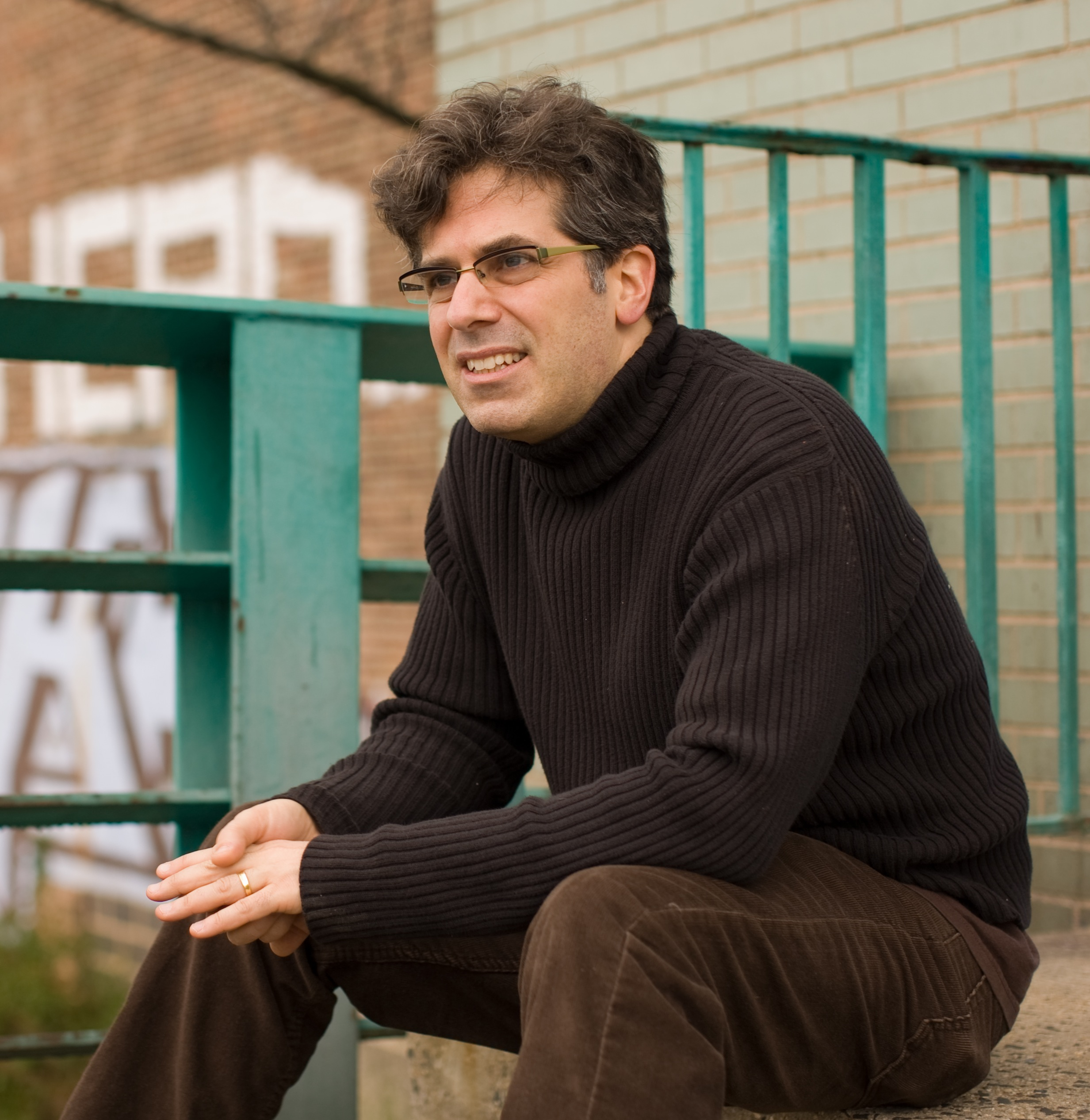
Jonathan Lethem (2008)

Jonathan Allen Lethem (Aussprache: [ˈliːθəm]; * 19. Februar 1964 in Brooklyn, New York) ist ein US-amerikanischer Schriftsteller.

## Leben
Jonathan Lethem wuchs erst in Kansas City, dann in Brooklyn auf. Sein Vater Richard Brown Lethem ist Bildender Künstler, seine Mutter Judith starb an Krebs, als er ein Teenager war. Einige Semester studierte Lethem mit Bret Easton Ellis am Bennington College in Vermont, bevor er nach Kalifornien zog und mit dem Schreiben begann. Ende der 1980er Jahre veröffentlichte er erste Kurzgeschichten, doch erst mit seinen Romanen verschaffte er sich in den 1990er Jahren international Beachtung. Mit seinem Roman Gun, with Occasional Music, einer futuristischen Detektivgeschichte im Stil Raymond Chandlers, war er 1994 Finalist des Nebula Awards und gewann 1995 bei einer Leserabstimmung des Magazins Locus den Locus Award in der Kategorie der „Best First Novel“. Der Roman, dessen deutscher Titel Der kurze Schlaf (erschienen 2005 im Tropen Verlag) lautet, spielt in einer nahezu postmodernen Landschaft und ist von bizarren, evolutionstechnisch manipulierten Gestalten bevölkert, in deren Welt die Nachrichten durch Musik ersetzt wurden und legale Drogen wie Forgettol und Akzeptol ein sorgenfreies Leben ermöglichen.
Nach der Veröffentlichung seiner frühen Erzählungen in einem Band (The Wall of the Sky, the Wall of the Eye), erschien 1996 Lethems As She Climbed Across the Table (dt. Als sie über den Tisch kletterte, 2005). Der Roman erzählt von einer grotesk-komischen Liebesgeschichte zwischen einer Physikerin und einem künstlich erzeugten Schwarzen Loch namens „Leck“.
 1997 gewann er mit der Kurzgeschichten-Sammlung The Wall of the Sky, the Wall of the Eye den World Fantasy Award.
In den späten 1990er Jahren zog Lethem aus der Bay Area zurück nach Brooklyn. Sein nächstes Buch nach dem Umzug war Girl in Landscape. Der Plot hat Ähnlichkeiten mit dem Western Der Schwarze Falke (1956) mit John Wayne. Ein junges Mädchen in der Pubertät muss sich mit einer neuen Welt, die von Aliens („Archbuilders“) bevölkert ist, auseinandersetzen.
Der erste Roman, den Lethem nach seiner Rückkehr zu schreiben begann, war Motherless Brooklyn (dt. Motherless Brooklyn, 2005) der das Detektivthema wieder aufgreift. Der beliebte Ganove Frank Minna taucht eines Tages im Waisenhaus St. Vincent auf und nimmt den Sonderling Lionel und drei weitere Jungs mit auf seine mysteriösen Jobs quer durch Brooklyn. Als Frank niedergestochen wird, macht sich Lionel, der unter dem Tourette-Syndrom leidet, auf eine schwierige Suche nach dem Mörder. Der Roman gewann den National Book Critics Circle Award, den Macallan Gold Dagger Award for crime fiction, den Buchpreis von Salon.com und wurde vom Esquire zum Buch des Jahres ernannt. 2019 entstand der gleichnamige Film – mit Edward Norton, der auch Regie führte, sowie Bruce Willis, Gugu Mbatha-Raw, Alec Baldwin und Willem Dafoe.
2003 veröffentlichte Lethem den autobiografisch inspirierten Bildungsroman The Fortress of Solitude (dt. Die Festung der Einsamkeit, Tropen Verlag 2004). Dieser erzählt von dem weißen Jungen Dylan Ebdus, der Anfang der 1970er Jahre mit seinen Eltern in das raue Herz Brooklyns zieht, wo jede Zuneigung erkämpft werden muss wie das Stück Asphalt beim Spielen auf der Straße. Nur beschützt von seinem schwarzen Freund Mingus Rude, erkundet er das pulsierende Universum aus den Stimmen der Straße, den mit Superkräften begabten Helden zerlesener Comichefte und der Energie von Funk, Graffiti und Drogen. The Fortress of Solitude wurde von der New York Times zum besten Buch des Jahres gekürt und in mehrere Sprachen übersetzt.
Seine zweite Erzählsammlung Men and Cartoons, die Ende 2004 herauskam und 2005 unter dem Titel Menschen und Superhelden auf Deutsch erschien, vereint neun fantastische Geschichten, in denen Lethem die amerikanische Pop- und Straßenkultur seziert, um daraus einzigartige fiktionale Welten zu erschaffen.
Sein Roman You don’t love me yet aus dem Jahr 2007 erschien in Deutschland unter dem Titel Du liebst mich, du liebst mich nicht.
Im Jahr 1987 heiratete Jonathan Lethem die Schriftstellerin Shelley Jackson, 1998 ließen sich beide wieder scheiden. Lethem lebte in Brooklyn, bis er 2010 aus familiären Gründen nach Claremont, Kalifornien übersiedelte. Dort unterrichtet er als Nachfolger von David Foster Wallace kreatives Schreiben am Pomona College.
2005 war er MacArthur Fellow.

## Politische Einstellungen
Im Oktober 2024 gehörte Lethem zu den Unterzeichnern eines Aufrufs zum Boykott israelischer Kulturinstitutionen, „die an der überwältigenden Unterdrückung der Palästinenser mitschuldig sind oder diese stillschweigend beobachtet haben“.

## Bibliographie

### Romane
- Gun with Occasional Music. Harcourt Brace, New York 1994, ISBN 0-15-136458-3
  - Knarre mit Begleitmusik. Dt. von Biggi Winter, Heyne, München 1998, ISBN 978-3-453-13320-4
  - auch als: Der kurze Schlaf. Dt. von Biggi Winter, überarbeitet von Michael Zöllner, Tropen, Köln 2003, ISBN 3-932170-60-1
- Amnesia Moon. Harcourt Brace, New York 1995, ISBN 0-15-100091-3
- As She Climbed Across the Table. Doubleday, New York 1997, ISBN 0-385-48517-4
  - Als sie über den Tisch kletterte. Dt. von Michael Zöllner, Tropen, Köln 2002, ISBN 3-932170-56-3
- Girl in Landscape. Doubleday, New York 1998, ISBN 0-385-48518-2
- Motherless Brooklyn. Doubleday, New York 1999, ISBN 0-385-49183-2
  - Motherless Brooklyn. Dt. von Michael Zöllner, Tropen, Köln 2001, ISBN 3-932170-48-2
- The Fortress of Solitude. Doubleday, New York 2003, ISBN 0-385-50069-6
  - Die Festung der Einsamkeit. Dt. von Michael Zöllner, Tropen, Köln 2004, ISBN 3-932170-68-7
- You Don’t Love Me Yet. Doubleday, New York 2007, ISBN 978-0-385-51218-3
  - Du liebst mich, du liebst mich nicht. Dt. von Michael Zöllner, Tropen, Berlin 2007, ISBN 3-932170-98-9
- Chronic City. Doubleday, New York 2009, ISBN 0-385-51863-3
  - Chronic City. Dt. von Johann-Christoph Maass und Michael Zöllner, Tropen, Stuttgart 2011, ISBN 978-3-608-50107-0
- Dissident Gardens. Doubleday, New York 2013, ISBN 0-224-09395-9
  - Der Garten der Dissidenten. Dt. von Ulrich Blumenbach, Tropen, Stuttgart 2014, ISBN 978-3-608-50116-2[6]
- A Gambler’s Anatomy. Doubleday, New York 2016, ISBN 978-0-385-53990-6
- The Feral Detective. Ecco, New York 2018, ISBN 978-0-06-285908-2
  - Der wilde Detektiv. Dt. von Ulrich Blumenbach, Tropen, Stuttgart 2019, ISBN 978-3-608-50385-2
- The Arrest. Ecco, New York 2020, ISBN 978-0-06-293878-7
  - Der Stillstand. Dt. von Ulrich Blumenbach, Tropen, Stuttgart 2024, ISBN 978-3-608-50242-8

### Novellen
- This Shape We’re In. In: McSweeney’s, New York 2000

### Erzählbände
- The Wall of the Sky, the Wall of the Eye. Harcourt Brace, New York 1996, ISBN 978-0-15-100180-4
- Men and Cartoons: Stories. Doubleday, New York 2004, ISBN 978-0-385-51216-9
  - Menschen und Superhelden. Deutsch. von Michael Zöllner, Tropen, Berlin 2005, ISBN 3-932170-75-X
- Lucky Alan and Other Stories. Doubleday, New York 2015, ISBN 978-0-385-53981-4

### Sachbücher
- The Disappointment Artist: Essays. Doubleday, New York 2005.  ISBN 978-0-385-51217-6
- Talking Heads’ Fear of Music (Band 86 der Reihe 33 1/3). Continuum, New York 2012, ISBN 978-1-4411-2100-4
  - Talking Heads - Fear of Music: ein Album anstelle meines Kopfes. Dt. von Johann Christoph Maass; Tropen, Stuttgart 2014, ISBN 978-3-608-50333-3
- More Alive and Less Lonely: On Books and Writers. Melville House, New York 2017, ISBN 978-1-61219-603-9

### Autobiografisches
- The Beards – An Adolescence in Disguise [autobiografischer Essay]. In: New Yorker, 28. Februar 2005
- The Ecstasy of Influence: Nonfictions etc. Doubleday, New York 2011, ISBN 0-385-53495-7
  - Bekenntnisse eines Tiefstaplers: Memoiren in Fragmenten. Dt. von Gregor Hens, Tropen, Stuttgart 2012, ISBN 978-3-608-50318-0.

### Als Herausgeber
- The Vintage Book of Amnesia: An Anthology of Writing on the Subject of Memory Loss. Vintage Books, New York 2000, ISBN 978-0-375-70661-5
- Da Capo Best Music Writing 2002: The Year’s Finest Writing on Rock, Pop, Jazz, Country, & More. Da Capo Press, Cambridge 2002, ISBN 978-0-306-81166-1
- Fridays at Enrico’s. [Roman von Don Carpenter, beendet von Jonathan Lethem], Counterpoint, Berkeley 2014, ISBN 978-1-61902-301-7
  - Freitags im Enrico’s [Roman von Don Carpenter, beendet und mit einem Nachwort von Jonathan Lethem]. Dt. Bernhard Robben, Klett-Cotta, Stuttgart 2017, ISBN 978-3-608-96079-2

## Auszeichnungen
- 1995 Locus Award, Gun, With Occasional Music, Bestes Erstlingswerk
- 1997 World Fantasy Award, The Wall of the Sky, the Wall of the Eye, Beste Kurzgeschichtensammlung
- 1999 National Book Critics Circle Award, Motherless Brooklyn, Bester englischsprachiger Kriminalroman
- 2000 Dagger Award, Motherless Brooklyn, Bester Roman
- 2019 T. Jefferson Parker Book Award, The Feral Detective, Bester Roman; dt. Der wilde Detektiv, ISBN 978-3-608-50385-2